# PreZero Arena
Die PreZero Arena, ursprünglich und im Sprachgebrauch auch Rhein-Neckar-Arena, ist ein Fußballstadion im baden-württembergischen Sinsheim. Seit der Fertigstellung Anfang 2009 ist die Anlage die Heimspielstätte des Fußball-Bundesligisten TSG 1899 Hoffenheim. Sie liegt jedoch nicht im Sinsheimer Stadtteil Hoffenheim, sondern in der Gemarkung der Kernstadt von Sinsheim. Das Stadion bietet 30.150 Plätze (davon sind 23.400 Sitzplätze und 6.750 Stehplätze). Heimtribüne ist die Südtribüne. Am 24. Januar 2009 wurde die Rhein-Neckar-Arena mit einer Eröffnungsfeier und einem Spiel der TSG 1899 Hoffenheim gegen eine Auswahl der Metropolregion Rhein-Neckar eröffnet. Am 31. Januar 2009 bestritt die TSG Hoffenheim gegen Energie Cottbus ihre erste Bundesliga-Partie im neuen Stadion und gewann zum Auftakt mit 2:0.

## Bau
Das Stadion wurde gegenüber dem Technik Museum Sinsheim neben der neuen Autobahnausfahrt Sinsheim-Süd der Autobahn 6 binnen 22 Monaten erbaut. Geplant und begleitet haben es die Generalplaner agn Niederberghaus & Partner aus Ibbenbüren. Der erste Spatenstich erfolgte am 25. Mai 2007, nachdem der Bau am ursprünglich geplanten Standort in Heidelberg bzw. Eppelheim im Sommer 2006 an einem Streit mit der Stadt Heidelberg über die Umweltbelastungen des Stadions und an den Erweiterungsplänen von Hans-Peter Wild und der Wild-Werke gescheitert war. Deren Pläne sind inzwischen wieder verworfen.

## Verkehrsanschluss
Der S-Bahn-Haltepunkt Sinsheim-Museum/Arena an der Elsenztalbahn ist etwas mehr als einen Kilometer Fußweg entfernt, zudem gibt es Pendelbusse vom Sinsheimer Hauptbahnhof. Mit dem Auto ist das Stadion über die neu gebaute Anschlussstelle Sinsheim-Süd der Bundesautobahn 6 erreichbar.

## Kapazität
Das reine Fußballstadion besitzt 30.150 überdachte Plätze, davon 6.750 Stehplätze. Für internationale Spiele können die Stehplätze zu Sitzplätzen umgebaut werden, wodurch sich die Kapazität um rund 4.500 Plätze verringert. Außerdem gibt es noch 1.364 Business-Sitze und 40 Business-Logen ab zehn Personen, die sich allesamt auf der Westtribüne befinden. Des Weiteren befinden sich direkt am Stadion 2.500 Parkplätze für Zuschauer und nochmals 2.500 Parkplätze für Fernsehteams, Businesskunden, Reisebusse usw.

## Finanzierung
Das Stadion finanzierten der mit der TSG Hoffenheim eng verbundene Sportmäzen Dietmar Hopp, der auch das 1999 erbaute Dietmar-Hopp-Stadion in Hoffenheim finanziert hatte, sowie verschiedene Unternehmen aus der Region.
Eigentümerin des Stadions und des Trainings- und Geschäftsstellenzentrums in Zuzenhausen ist die TSG 1899 Hoffenheim Fußball-Besitzgesellschaft mbH & Co. KG. Sie ist eine hundertprozentige Tochtergesellschaft der DH-Holding Verwaltungs GmbH, die bis 2012 als Verwaltungsgesellschaft des Golf Club St. Leon-Rot mbH firmierte.

## Name
Im Juli 2011 wurden die Sponsorrechte an der Arena an ein am Rande der Rhein-Neckar-Region ansässiges Unternehmen veräußert, die Wirsol Solar AG in Waghäusel. In den folgenden Jahren hieß das Stadion WIRSOL Rhein-Neckar-Arena. Im Januar 2019 wurde der zur Schwarz-Gruppe zählende Entsorgungsdienstleister PreZero Namenssponsor. Seither heißt die Spielstätte PreZero Arena. Der Vertrag lief ursprünglich bis zum 30. Juni 2025, wurde aber im Sommer 2025 für die Spielzeit 2025/26 verlängert.

## Nutzung

### Fußball

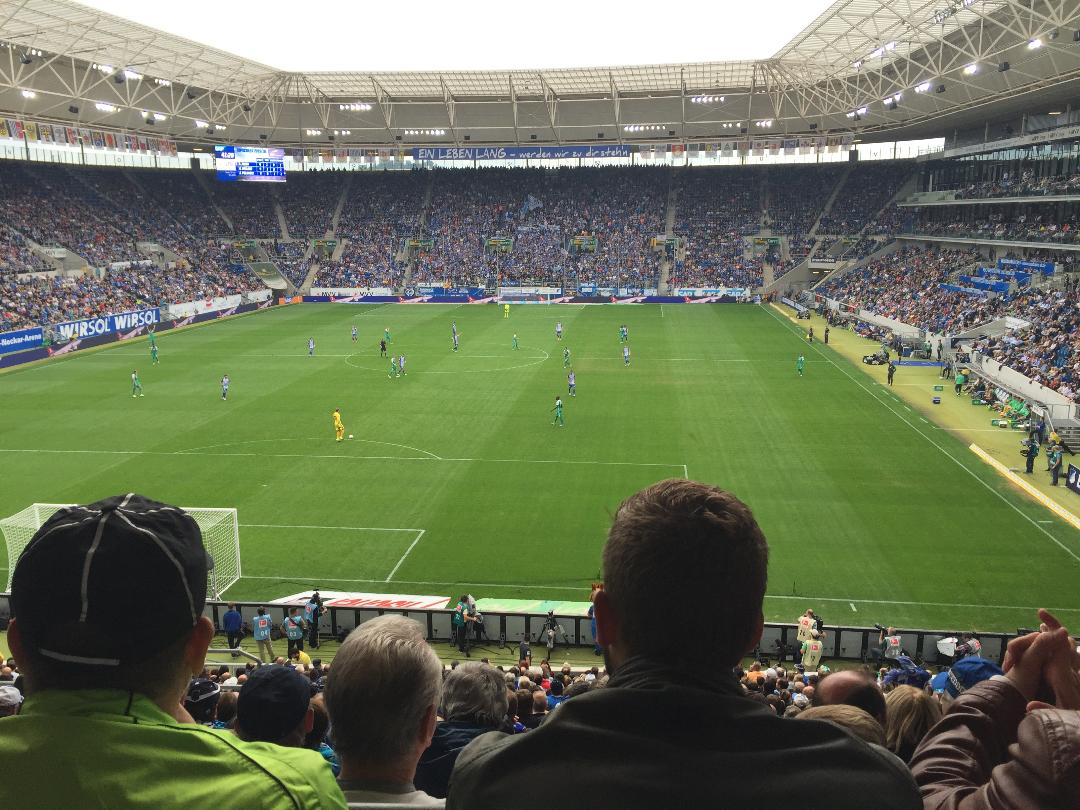
Der Innenraum des Stadions (2015)

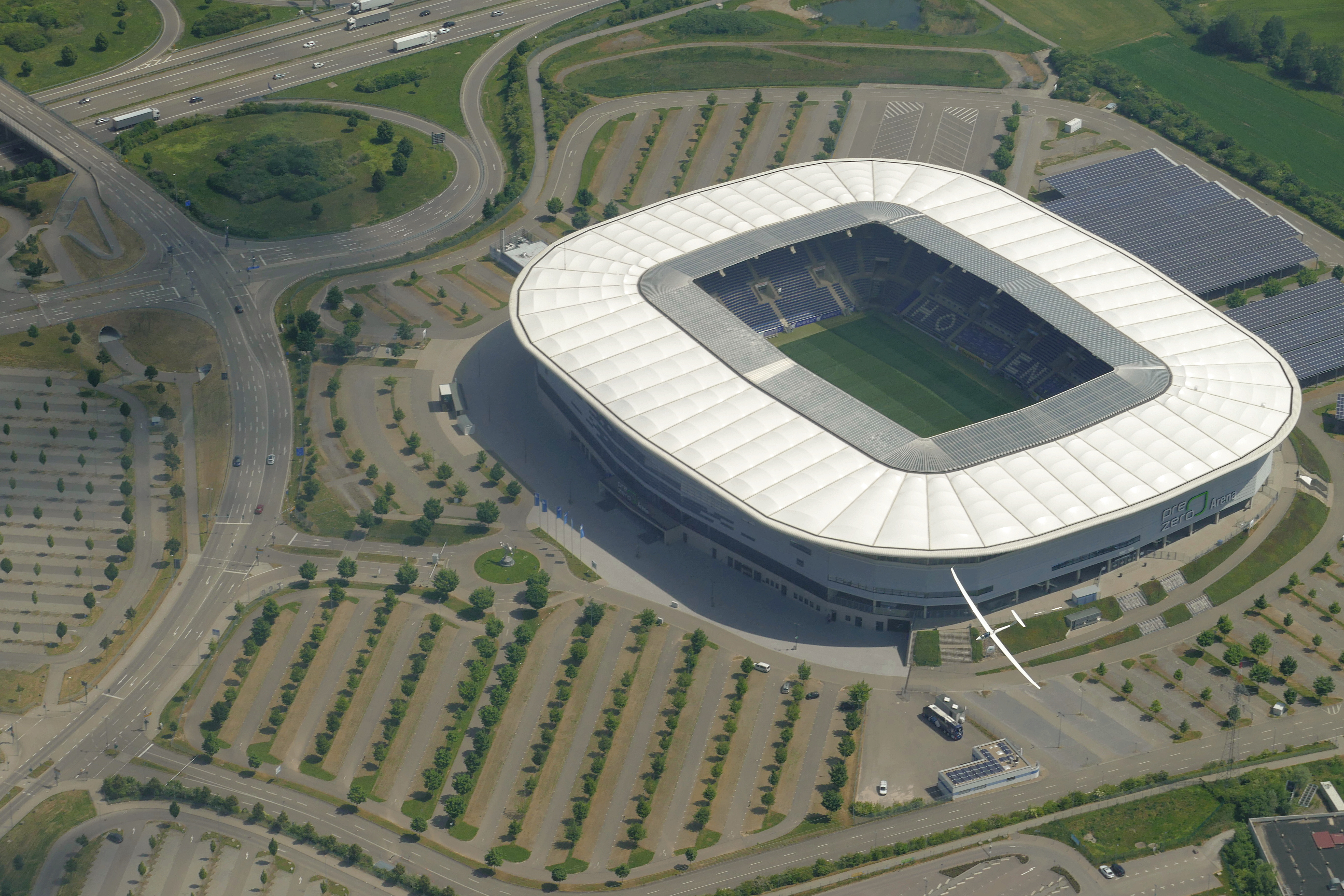
Luftbild der PreZero Arena (2020)

Das Stadion wird hauptsächlich für die Heimspiele der ersten Mannschaft der TSG 1899 Hoffenheim genutzt. Des Weiteren war das Stadion auch ein Spielort der Fußball-Weltmeisterschaft der Frauen 2011 und der U19-Fußball-Europameisterschaft 2016. Neben den nationalen Spielen der TSG in der Bundesliga und im DFB-Pokal, fand am 15. August 2017 das erste internationale Fußballspiel im Stadion statt. Dabei trafen die Hoffenheimer in der Qualifikation für die UEFA Champions League auf den FC Liverpool.
Im August 2009 spielte der sechstklassige Verbandsligist SpVgg Neckarelz in der ersten Runde des DFB-Pokals gegen den FC Bayern München in der ausverkauften Rhein-Neckar-Arena. Der Verein aus dem rund 20 Kilometer entfernten Mosbacher Stadtteil war aufgrund der geringen Kapazität des heimischen Elzstadions nach Sinsheim ausgewichen.
Ende September 2022 spielte die Frauenmannschaft der Hoffenheimer erstmals und bisher einmalig im Ligaspiel gegen den VfL Wolfsburg in der PreZero Arena. Das Spiel endete vor 7.109 Zuschauern mit einem 1:2-Auswärtssieg für den VfL.
Während der Hauptspielbetrieb der 2. Mannschaft der Hoffenheimer nach dem Aufstieg in die 3. Liga im Sommer 2025 weiterhin im Dietmar-Hopp-Stadion stattfindet, werden ausgewählte Spiele in der PreZero Arena ausgetragen. Grund dafür sind Sicherheitsvorgaben der Polizei.
Spiele der deutschen Fußballnationalmannschaft
Das erste Herren-Länderspiel in der Rhein-Neckar-Arena fand am 29. Mai 2011 gegen Uruguay statt. Vor ausverkauften Rängen endete es mit einem 2:1-Sieg der deutschen Nationalmannschaft.
|                                                 |   |           |     |
| Sonntag, 29. Mai 2011 – Benefizspiel            |   |           |     |
| Deutschland                                     | – | Uruguay   | 2:1 |
| Sonntag, 9. September 2018 – Freundschaftsspiel |   |           |     |
| Deutschland                                     | – | Peru      | 2:1 |
| Samstag, 26. März 2022 – Freundschaftsspiel     |   |           |     |
| Deutschland                                     | – | Israel    | 2:0 |
| Freitag, 10. Oktober 2025 – WM-Qualifikation    |   |           |     |
| Deutschland                                     | – | Luxemburg | –:– |

Spiele der deutsche Fußballnationalmannschaft der Frauen
Die deutsche Fußballnationalmannschaft der Frauen spielte erstmals im Juli 2009 in Sinsheim. Das Freundschaftsspiel gewann die DFB-Elf deutlich mit 6:0 gegen die Niederlande.
|                                                         |   |             |     |
| Samstag, 25. Juli 2009 – Freundschaftsspiel             |   |             |     |
| Deutschland                                             | – | Niederlande | 6:0 |
| Freitag, 27. Oktober 2023 – UEFA Women’s Nations League |   |             |     |
| Deutschland                                             | – | Wales       | 5:1 |

Fußball-Weltmeisterschaft der Frauen 2011
Sinsheim war mit rund 35.000 Einwohnern der kleinste Austragungsort der Fußball-Weltmeisterschaft der Frauen 2011. Während des Turniers fanden im Stadion folgende Spiele statt:
|                                           |   |            |     |
| Sonntag, 26. Juni 2011 – Gruppe A         |   |            |     |
| Nigeria                                   | – | Frankreich | 0:1 |
| Dienstag, 5. Juli 2011 – Gruppe B         |   |            |     |
| Neuseeland                                | – | Mexico     | 2:2 |
| Samstag, 2. Juli 2011 – Gruppe C          |   |            |     |
| USA                                       | – | Kolumbien  | 3:0 |
| Samstag, 16. Juli 2011 – Spiel um Platz 3 |   |            |     |
| Schweden                                  | – | Frankreich | 2:1 |

U19-Fußball-Europameisterschaft 2016
Die Endrunde der 32. U19-Fußball-Europameisterschaft fand im Juli 2016 in Baden-Württemberg statt. Das einzige Spiel, welches in Sinsheim ausgetragen wurde, war das Finale des Turniers, welches Frankreich mit dem Superstar Kylian Mbappé deutlich mit 4:0 gegen Italien gewinnen konnte. Das Finale war mit 25.100 Zuschauern komplett ausverkauft.

### Sonstiges

#### Eishockey
Das dritte DEL Winter Game fand am 7. Januar 2017 in Sinsheim statt. Im Baden-Württemberg-Derby gewannen die Adler Mannheim das Spiel vor 25.022 Zuschauern mit 7:3 (1:1, 3:2, 3:0) gegen die Schwenninger Wild Wings.

#### American Football
In der ELF-Saison 2024 spielten die Stuttgart Surge ihr erstes Heimspiel gegen die Munich Ravens in Sinsheim, da das eigentliche Heimstadion durch die Fußball-Europameisterschaft 2024 blockiert war. Das Ligaspiel gewannen die Stuttgarter deutlich mit 27:5 und stellten mit 8.432 Zuschauern einen neuen Zuschauerrekord für ein Football-Spiel in Baden-Württemberg auf.

#### Eventlocation
Neben den sportlichen Veranstaltungen kann die PreZero Arena auch als Eventlocation für Tagungen, Konferenzen oder private Feiern gebucht werden.

## Logohistorie

2011
2011 bis 2019
Aktuelles Logo

## Sonstiges

### Eröffnungsspiel
Die TSG 1899 Hoffenheim gewann das Eröffnungsspiel der Rhein-Neckar-Arena mit 6:2 gegen eine Auswahlmannschaft aus der Metropolregion Rhein-Neckar. Das erste Tor im neuen Stadion erzielte Christian Bolm von Wormatia Worms. Das Eröffnungsspiel diente auch als Abschiedsspiel von Francisco Copado, welcher wenige Wochen zuvor zur SpVgg Unterhaching gewechselt war.
| TSG 1899 Hoffenheim                                                    | TSG 1899 Hoffenheim | Auswahlmannschaft der Metropolregion Rhein-Neckar | Auswahlmannschaft der Metropolregion Rhein-Neckar |
| ---------------------------------------------------------------------- | --- | --- | ------------------------------------------------- |
| TSG 1899 Hoffenheim                                                    | \| Samstag, 24. Januar 2009 um 15:30 Uhr in Sinsheim (Rhein-Neckar-Arena) \| \| Ergebnis: 6:2 (2:1) \| \| Zuschauer: 30.150 (ausverkauft) \| \| Schiedsrichter: Markus Merk \| | \| Samstag, 24. Januar 2009 um 15:30 Uhr in Sinsheim (Rhein-Neckar-Arena) \| \| Ergebnis: 6:2 (2:1) \| \| Zuschauer: 30.150 (ausverkauft) \| \| Schiedsrichter: Markus Merk \| | Auswahlmannschaft der Metropolregion Rhein-Neckar |
| TSG 1899 Hoffenheim                                                    | Timo Hildebrand (62. Daniel Haas, 74. Ramazan Özcan) – Andreas Beck (62. Philipp Klingmann), Matthias Jaissle (62. Christoph Janker), Marvin Compper (62. Per Nilsson), Andreas Ibertsberger (46. Zsolt Lőw) – Isaac Vorsah (62. Kevin Conrad), Tobias Weis (62. Pascal Groß), Luiz Gustavo (37. Wellington), Sejad Salihović (62. Fabian Broghammer), Selim Teber (59. Francisco Copado ) – Demba Ba (76. Jonas Strifler) Cheftrainer: Ralf Rangnick | 1. Halbzeit: Kevin Knödler – Thorsten Thee, Thomas Faulstich, Denis Bindnagel, Marcel Throm, Sebastian Busalt, Keven Bayram, Sachar Theres, Patrick Heinzelmann, Kai Herdling, Christian Bolm 2. Halbzeit: Michael Rechner – Sebastian Walz, Julian Wenninger, Andreas Stegmaier, Stefan Beierle, Patrick Beck, Steffen Eßlinger, Christoph Pieruschka, Christoph Bender, Shaban Kaplani, Peter Wagner Cheftrainer: Gerd Dais | Auswahlmannschaft der Metropolregion Rhein-Neckar |
| TSG 1899 Hoffenheim                                                    | 1:1 Teber (26.) 2:1 Salihović (35., Foulelfmeter) 3:1 Teber (52., Foulelfmeter) 4:1 Wellington (54.) 5:1 Wellington (56.) 6:2 Copado (89.) | 1:0 Bolm (15.) 5:2 Wenninger (69.) | Auswahlmannschaft der Metropolregion Rhein-Neckar |
| Samstag, 24. Januar 2009 um 15:30 Uhr in Sinsheim (Rhein-Neckar-Arena) | | |                                                   |
| Ergebnis: 6:2 (2:1)                                                    | | |                                                   |
| Zuschauer: 30.150 (ausverkauft)                                        | | |                                                   |
| Schiedsrichter: Markus Merk                                            | | |                                                   |

Kader der Metropolauswahl Rhein-Neckar
- Keven Bayram (VfR Mannheim)
- Patrick Beck (Sportfreunde Schwäbisch Hall)
- Stefan Beierle (VfB Eppingen)
- Christoph Bender (FV Mosbach)
- Denis Bindnagel (SV Sandhausen)
- Christian Bolm (Wormatia Worms)
- Sebastian Busalt (TSV Amicitia Viernheim)
- Steffen Eßlinger (Union Böckingen)
- Thomas Faulstich (TSG Weinheim)
- Patrick Heinzelmann (VfL Neckarau)
- Kai Herdling (SV Waldhof Mannheim)
- Shaban Kaplani (FC Viktoria Backnang)
- Kevin Knödler (FSV Oggersheim)
- Christoph Pieruschka (SG Heidelberg-Kirchheim)
- Michael Rechner (FC Zuzenhausen)
- Andreas Stegmaier (SV Sinsheim)
- Thorsten Thee (SV 98 Schwetzingen)
- Sachar Theres (FC-Astoria Walldorf)
- Marcel Throm (SV Sandhausen)
- Sebastian Walz (FV Lauda)
- Peter Wagner (FC Heilbronn)
- Julian Wenninger (TSG Backnang 1919)

### Stadionsprecher
Von der Eröffnung bis zum Ende der Spielzeit 2022/23 war Mike Diehl der Stadionsprecher der Rhein-Neckar-Arena. Der ehemalige Moderator von Radio Regenbogen moderierte erstmals im Dezember 2003 ein Spiel der TSG 1899 Hoffenheim. Im Sommer 2023 übernahm Nils Hachmann diese Position, welcher bereits in den vorherigen Jahren im Social-Media-Team der TSG gearbeitet hatte.

### Umweltschutz
Seit Anfang des Jahres 2022 läuft in Zusammenarbeit mit Sponsor PreZero eine Nachhaltigkeitskampagne mit der die Spielstätte das erste Zero-Waste-Stadion in Deutschland werden soll. Dies beinhaltet zum Beispiel die Einführung von einem Mehrwegbechersystem und die Weiterverarbeitung des anfallenden Rasenschnittes für Graspapier, welches für Autogrammkarten verwendet wird. Im April 2023 wurde das Stadion vom TÜV Süd mit dem Zero-Waste-Status in der Kategorie Bronze ausgezeichnet. Damit ist die PreZero Arena das erste europäisches Stadion mit diesem Status. Anfang Mai 2024 folgte vom TÜV Süd die Zertifizierung in der Kategorie Silber.

## Galerie

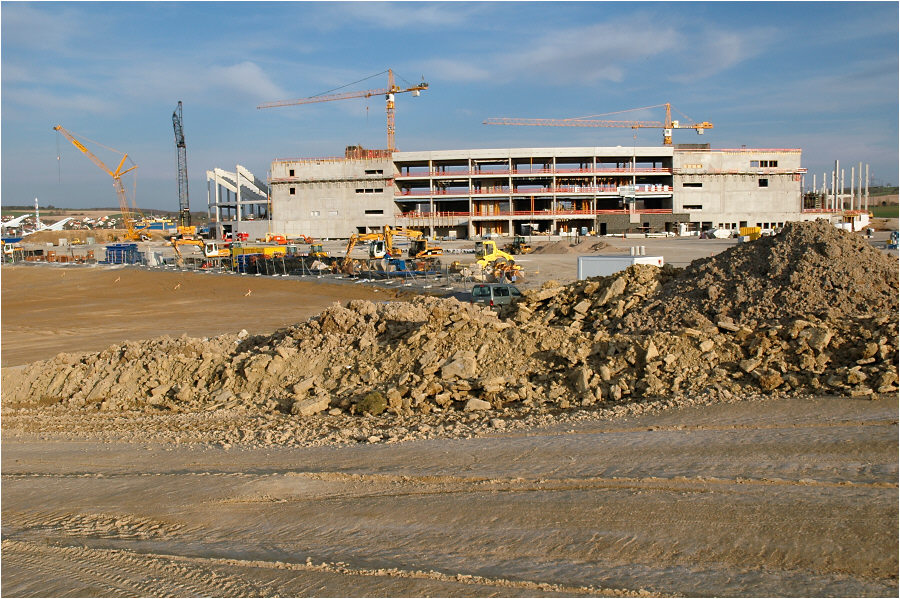
Bauarbeiten am Stadion (2008)
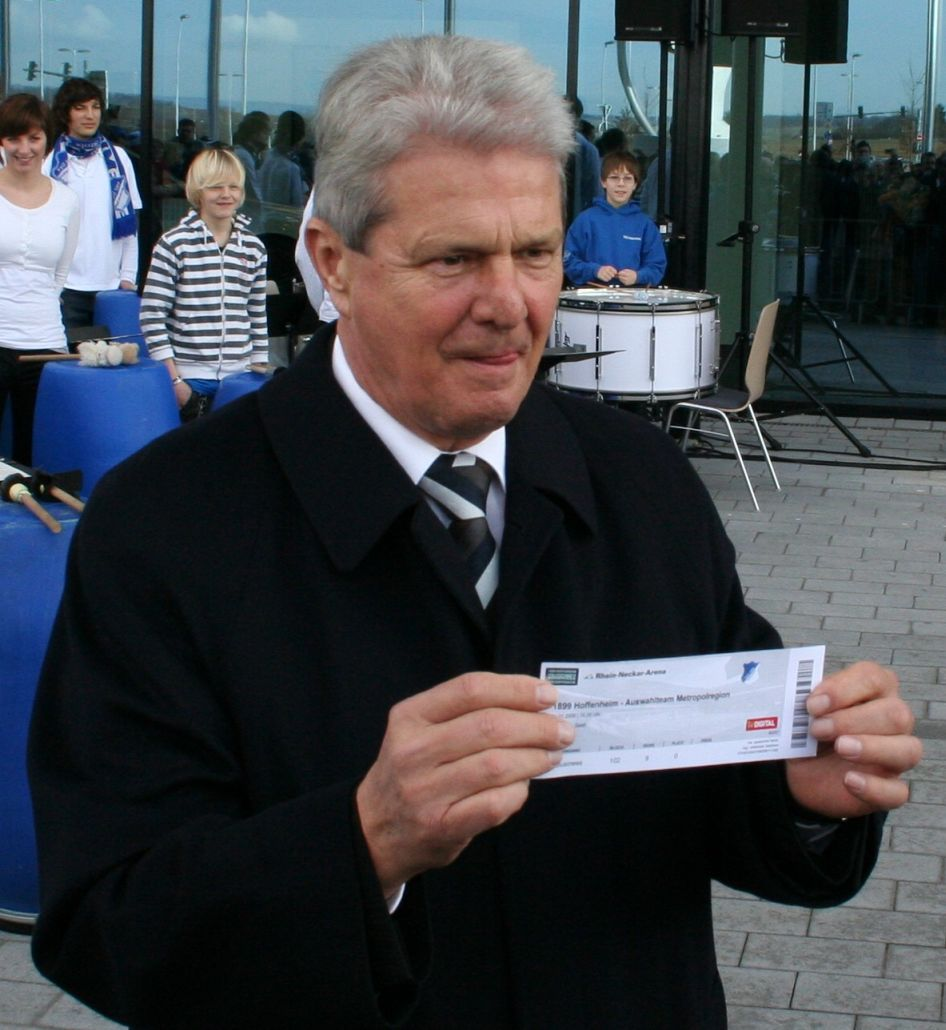
Dietmar Hopp bei der Eröffnung der Arena (2009)
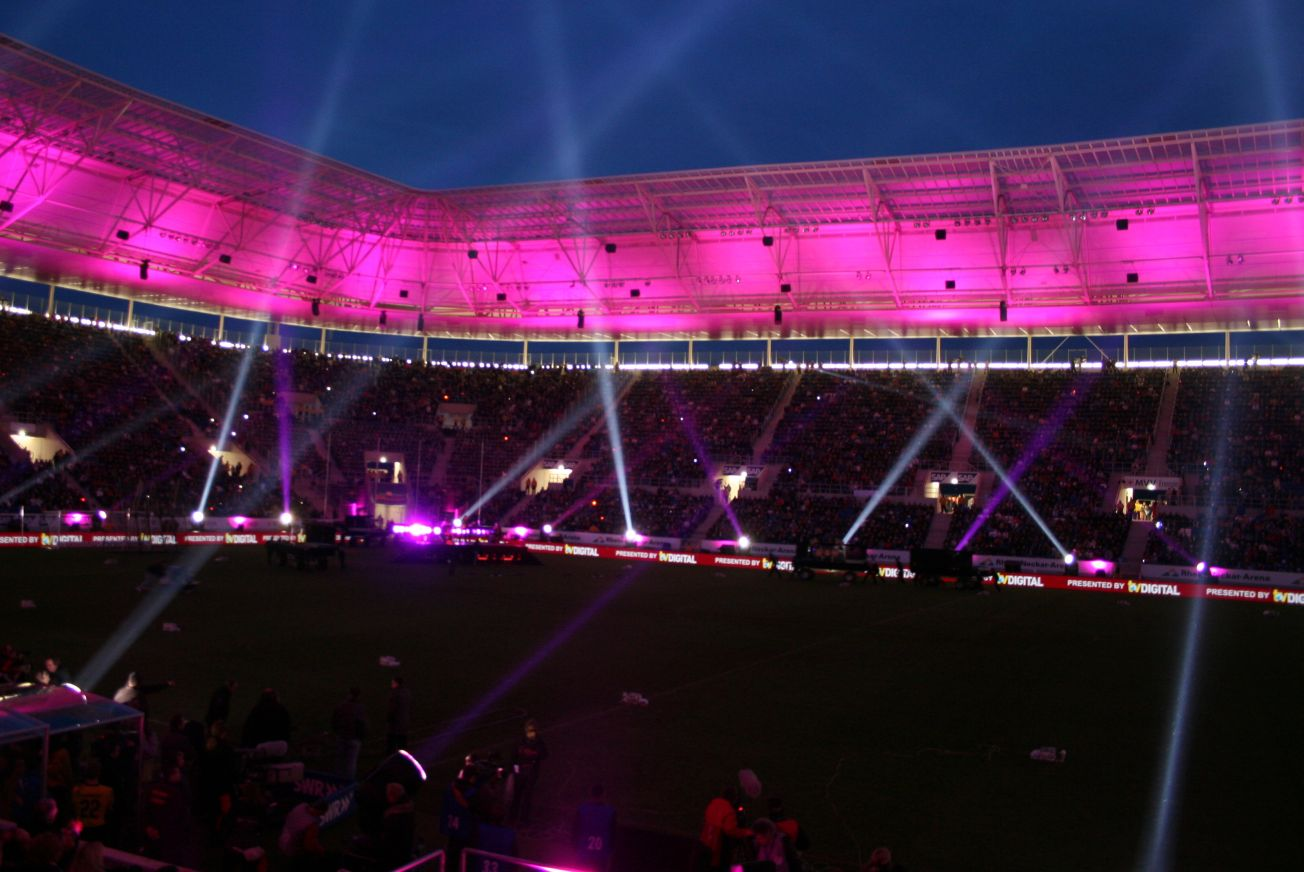
Eröffnungsfeier (2009)
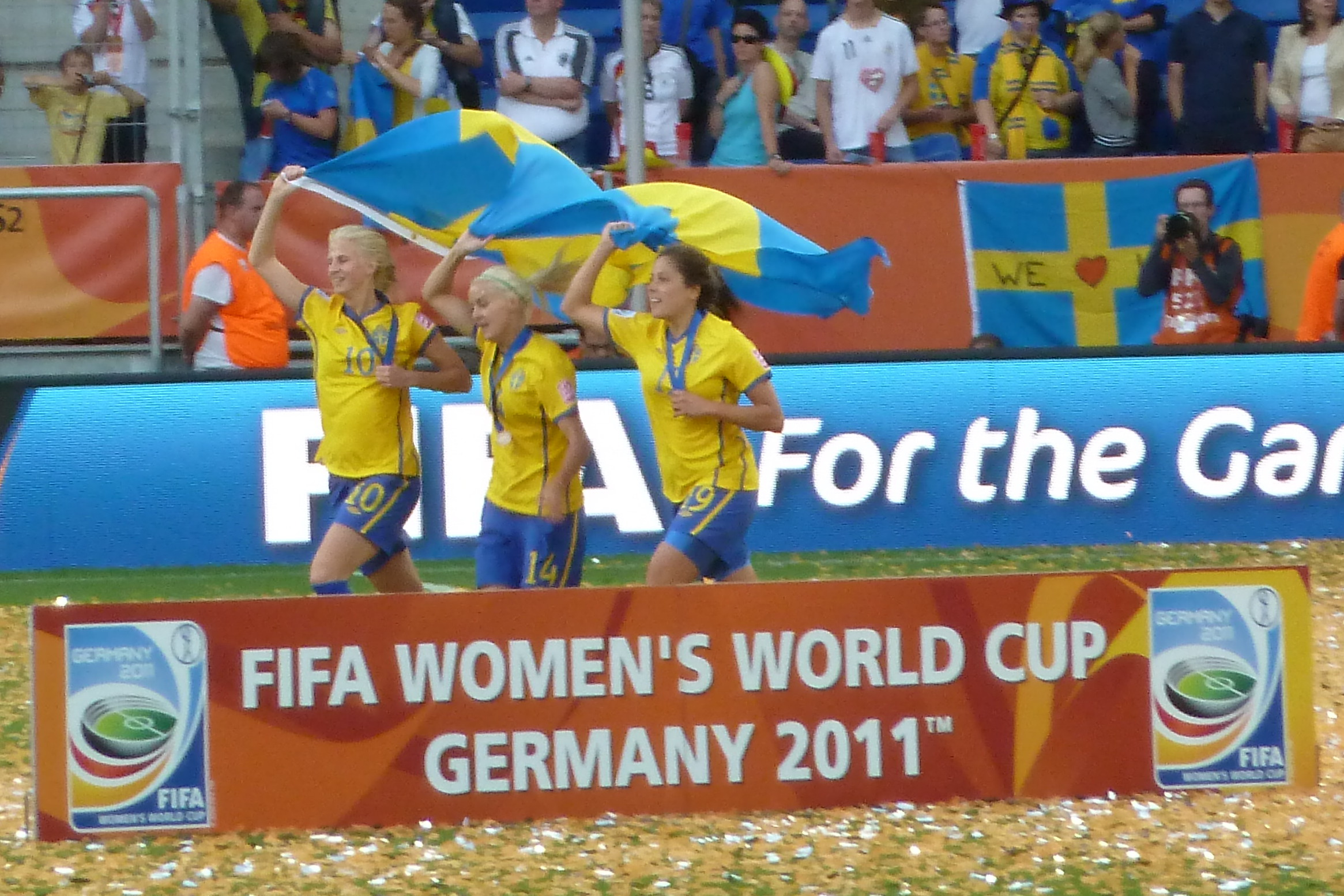
Spiel um Platz 3 bei der Fußball-Weltmeisterschaft der Frauen (2011)
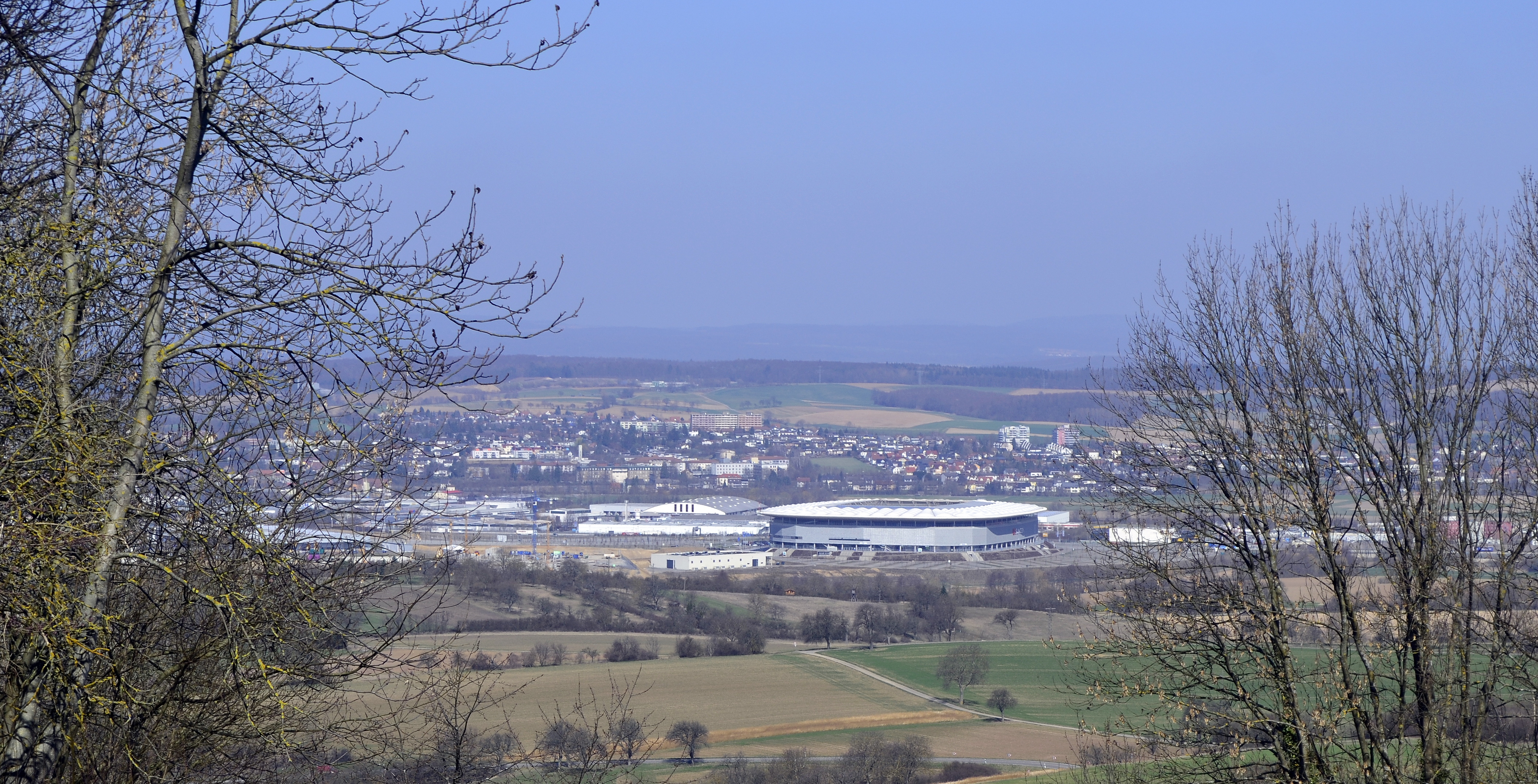
Blick vom Steinsberg auf die Arena (2012)
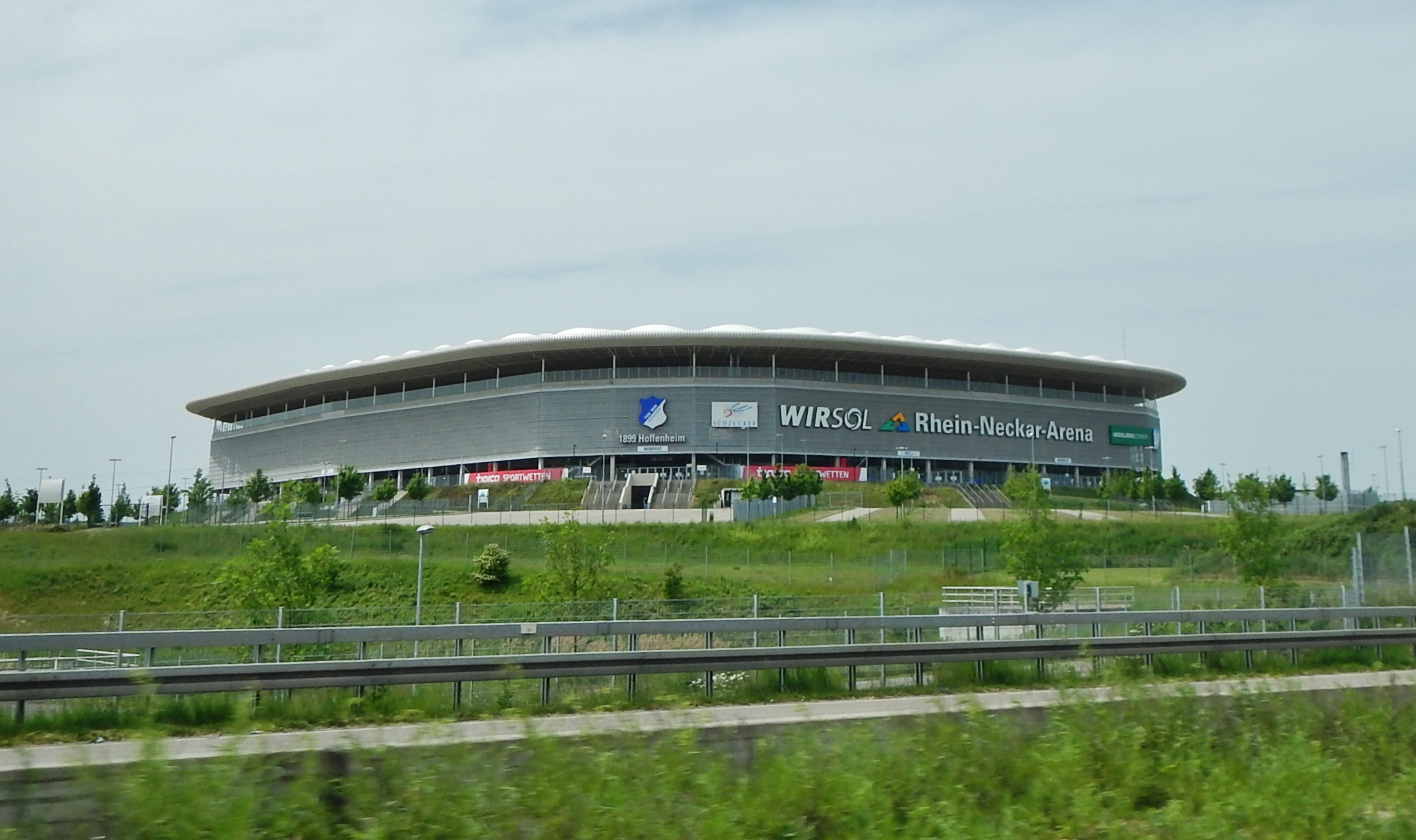
Rhein-Neckar-Arena (2014)
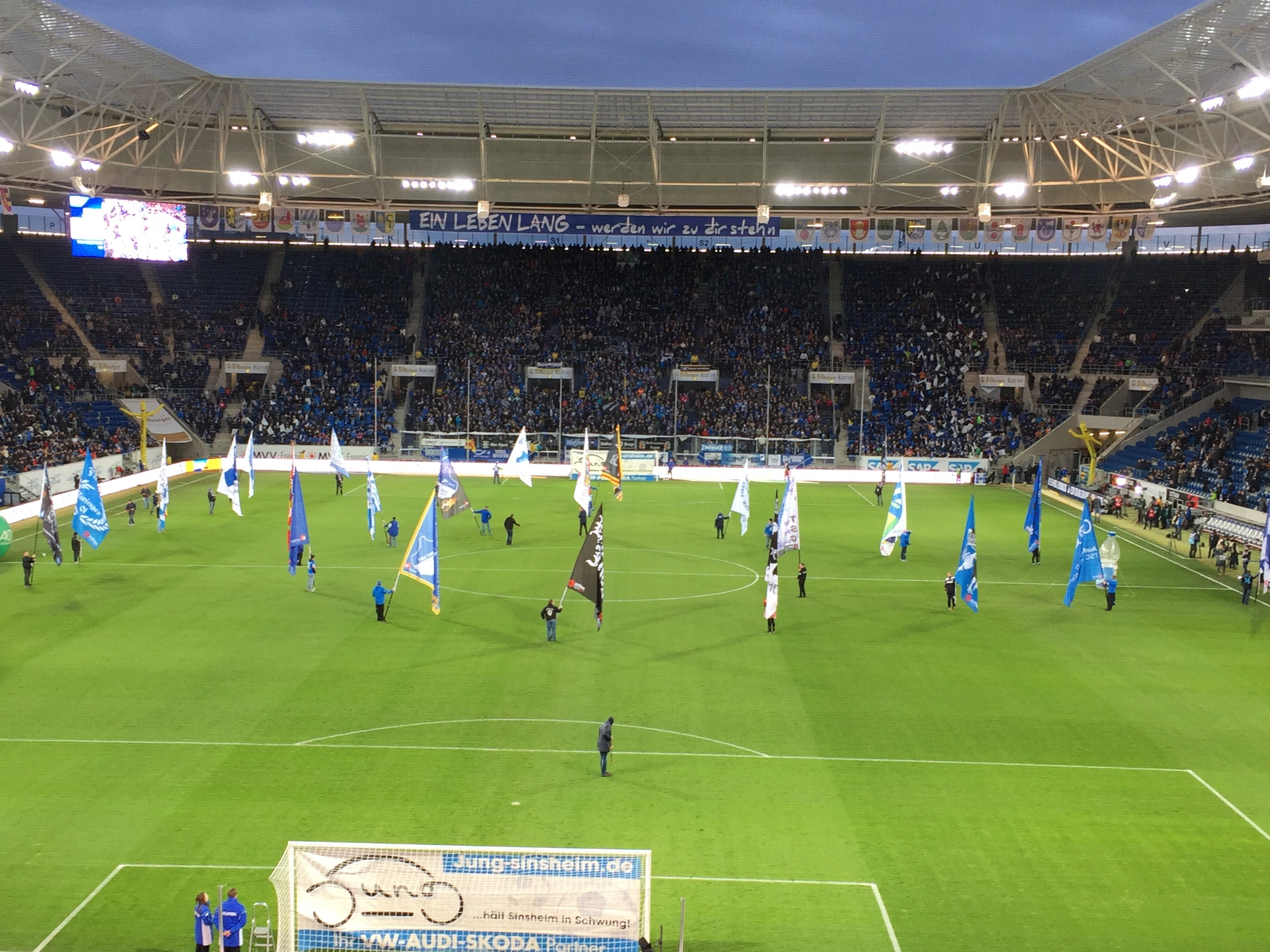
Innenraum der Arena (2016)
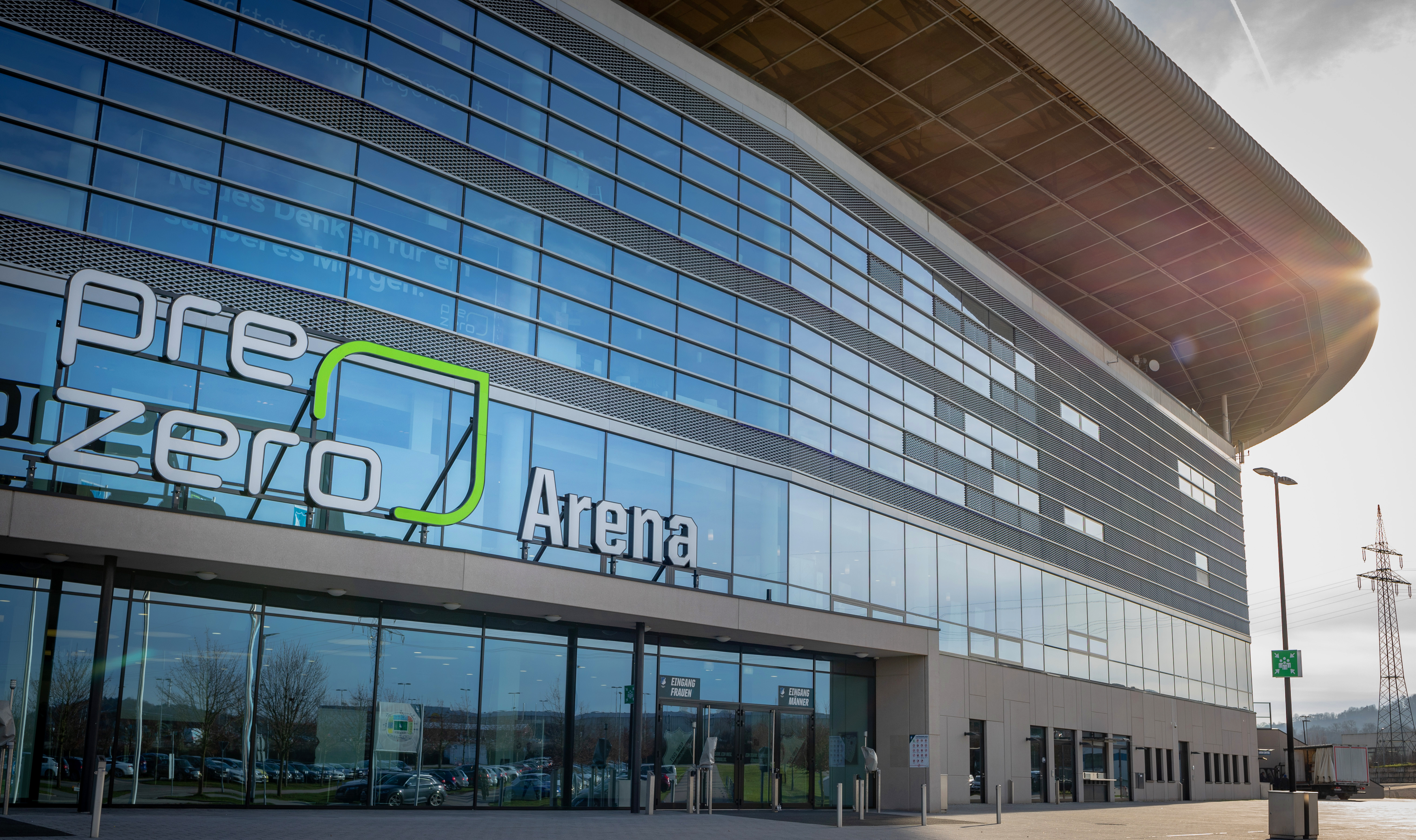
PreZero Arena (2019)
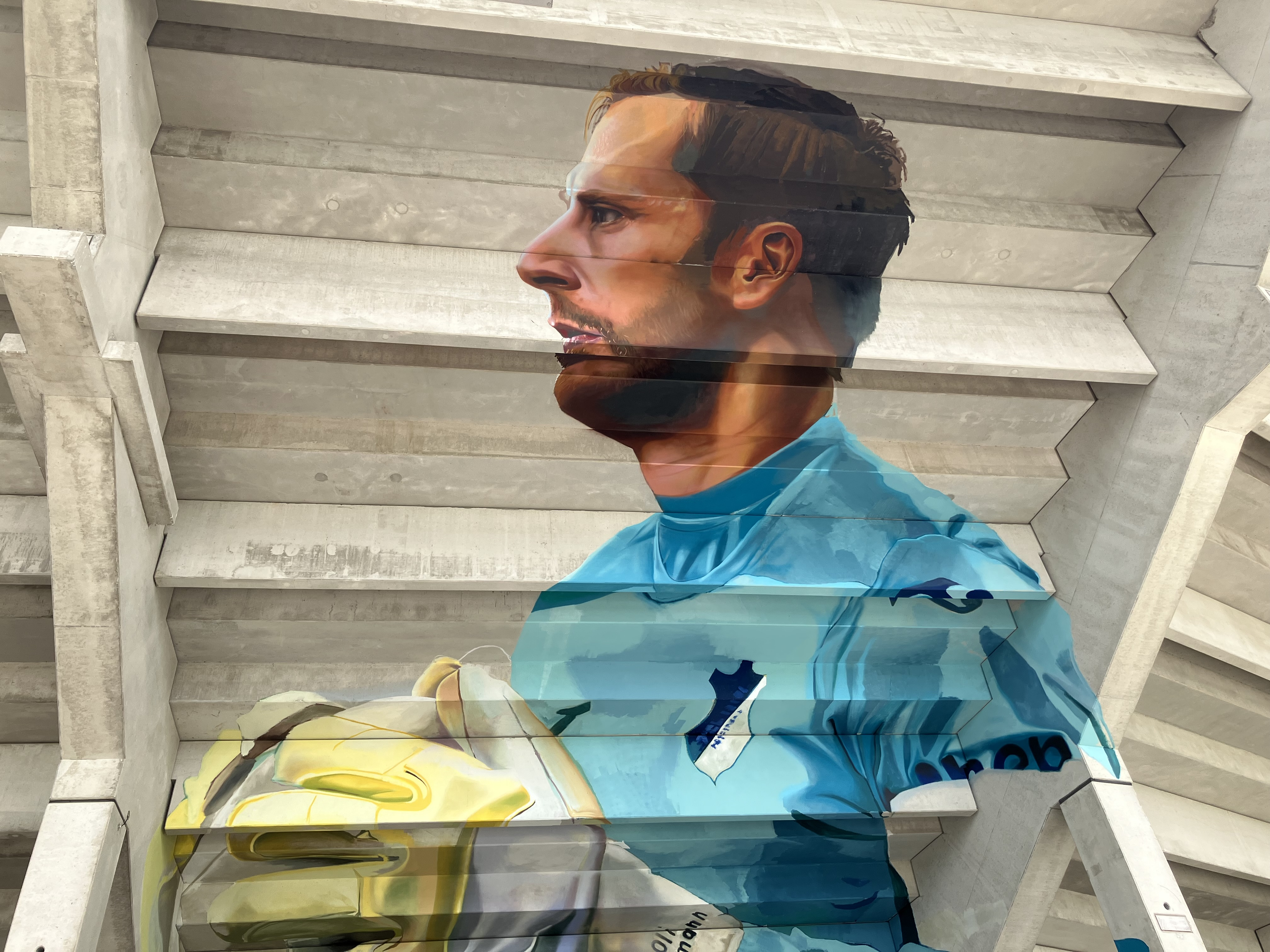
Wandbild von Oliver Baumann (2024)